# Eric Ashton
Pour les articles homonymes, voir Ashton.
Pas d'image ? Cliquez ici

a Compétitions nationales et continentales officielles uniquement.

b Matchs officiels uniquement.
Eric Ashton né le 24 janvier 1935 à St Helens en Angleterre et mort le 20 mars 2008, est un joueur international britannique et anglais de rugby à XIII évoluant au poste de centre, devenu ensuite entraîneur et sélectionneur.
Eric Ashton est considéré comme l'un des meilleurs joueurs et entraîneurs de l'histoire du rugby à XIII. Fidèle au même club toute sa carrière sportive, Wigan, entre 1955 et 1969, il y remporte le Championnat d'Angleterre en 1960 et la Coupe d'Angleterre en 1958, 1959 et 1965. Il devient membre de la sélection britannique et remporte la Coupe du monde 1960. Après sa carrière de joueur, il entraîne Wigan (dont entraîneur-joueur durant six années) puis Leeds et St Helens. Avec ce dernier, il remporte le Championnat d'Angleterre en 1975 et la Coupe d'Angleterre en 1976. Puis, il prend en main la sélection britannique et anglaise entre 1979 et 1980. Enfin, il occupe brièvement le poste de président de St Helens en 1996.